# Егоров, Алексей Егорович
Алексе́й Его́рович Его́ров (1776—10 [22] сентября 1851, Санкт-Петербург, Российская империя) — русский живописец и рисовальщик, последователь классицизма, один из основных петербургских художников александровской эпохи, педагог; мастер исторической картины и монументальных росписей, также работал как портретист. Академик (с 1807; ассоциированный член — «назначенный» с 1800) и профессор (с 1812; заслуженный профессор с 1832) Императорской Академии художеств; наряду с Андреем Ива́новым и Василием Шебуевым — наставник многих выдающихся мастеров николаевской эпохи. Коллежский советник (1825).

## Биография
Калмык по происхождению, захваченный казаками. Он родился в калмыцком селении в 1776 году, а через шесть лет, в 1782-м, его подобрали и отвезли в Москву казаки. Мальчика определили в воспитательный дом, где педагоги заметили его способности к рисованию.
14 августа 1782 года Егоров поступил в Императорскую Академию художеств учеником Акимова, где быстро приобрел славу лучшего рисовальщика, упроченную медалями за рисунки с натуры; в 1797 году он окончил курс, а в следующем году определён преподавателем её; в 1803 году был отправлен за границу, в Рим, где находился под влиянием Камуччини.

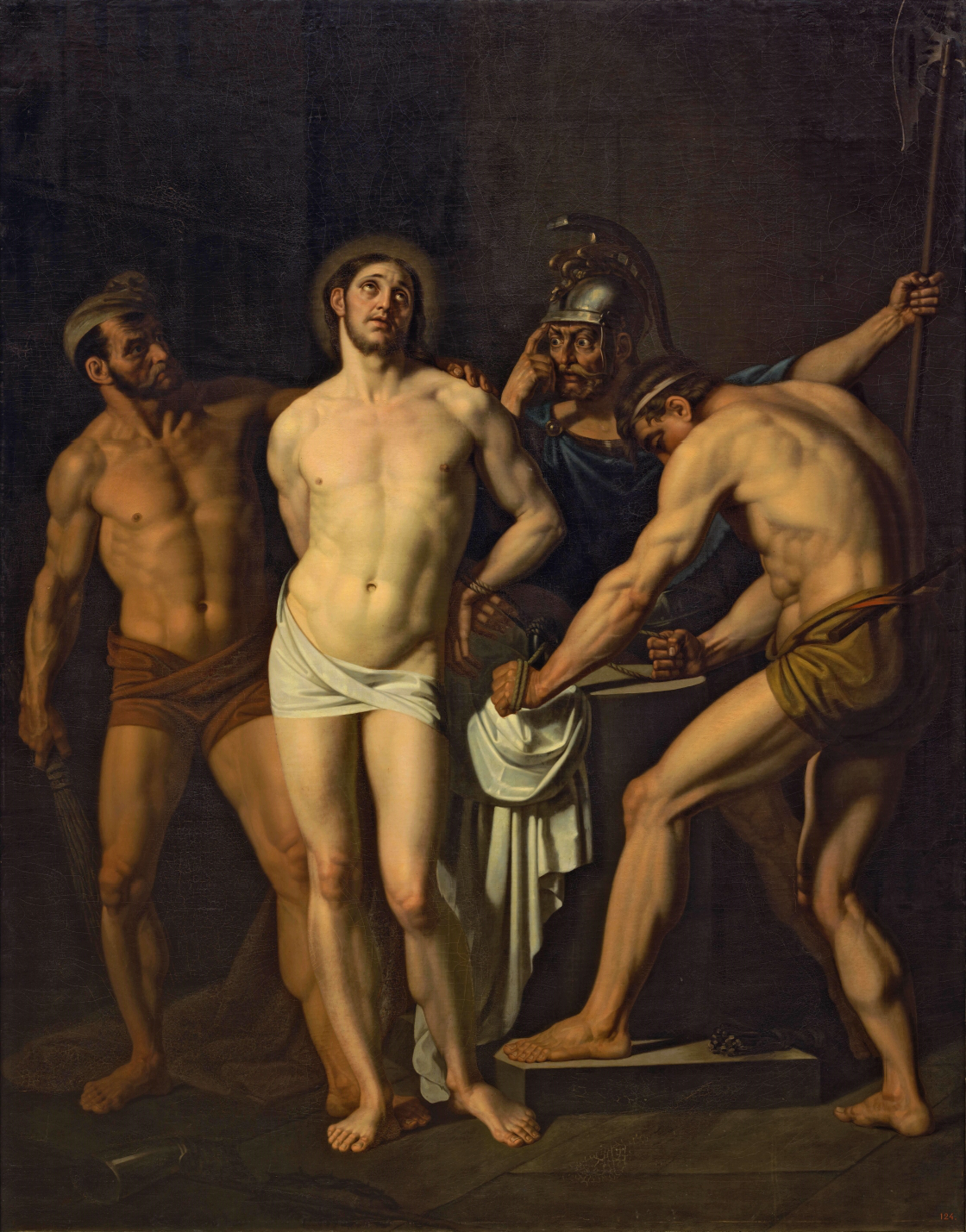
Истязание Спасителя. 1814

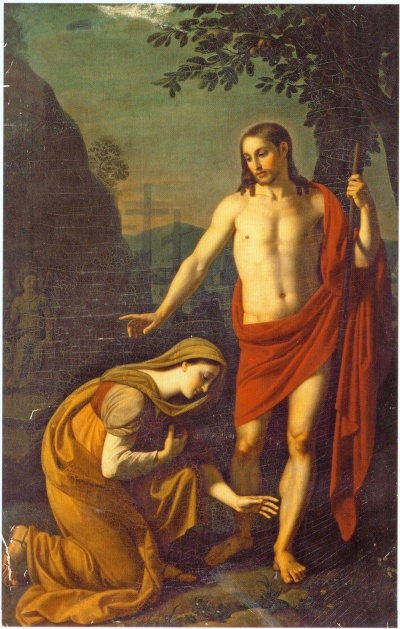
Явление Христа Марии Магдалине. 1818

Канова и Камуччини дивились его рисунку, строгости стиля и неподражаемой плодовитости. В сочинении он любил ясность, простоту и немногосложность, в колорите — естественность; кисть его была мягкая и смелая, пластическая естественность его фигур изумительна.
Человек вполне русских вкусов, в молодости коренастый богатырь, Егоров в Италии пользовался удивительной популярностью; его знали все — одни звали его великим русским рисовальщиком, другие — «русским медведем». Все кварталы Рима были полны слухами о его геркулесовских подвигах.
В 1807 году Егоров вернулся в Петербург и был назначен адъюнктом, а затем академиком (за картину «Положение во гроб»). В это время он состоял преподавателем рисования императрицы Елизаветы Алексеевны, и Александр I, искренно его любивший, дал ему прозвание «знаменитого» за то, что он в 28 дней написал в Царском Селе аллегорическую картину «Благоденствие мира», на которой было около 100 фигур в натуральную величину. В 1812 году Егоров становится профессором исторической живописи Академии художеств, в 1831 году — профессором первой степени, а в 1832 году — заслуженным профессором. 31 декабря 1825 года был пожалован чином коллежского советника, в котором состоял до конца жизни.
Человек глубоко верующий, Егоров считал настоящим своим призванием религиозную живопись, в которой оставил видные следы.
Из его произведений наиболее известны: «Святой Симеон Богоприимец», «Святое Семейство», «Истязание Спасителя» (все три в Русском музее; там же, в коллекции княгини Тенишевой, его 28 рисунков — пером и карандашом).

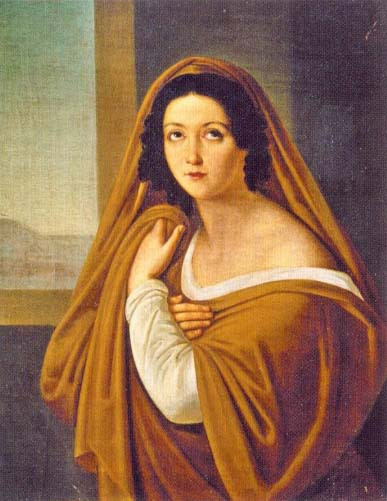
Портрет Голицыной в образе весталки

Он признавал, что церковной живописью проповедует слово Божие, и охотникам писать с себя портреты предлагал искать другого художника. Впрочем, известно, что он написал портреты княгини Евдокии Голицыной, А. Р. Томилова, генерала-богача Шепелёва и других.

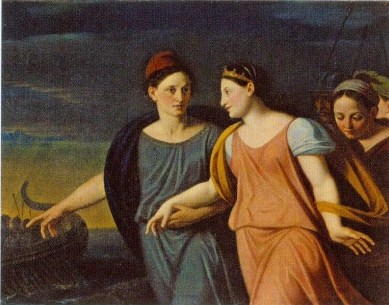
Похищение Елены Парисом, 1831 год

Как учитель Егоров напоминал древних философов: братство и дружба соединяли его с учениками, которые готовы были всячески услуживать любимому учителю — подавать ему шинель, палку, зажигали фонарь и толпой провожали его до квартиры. Учил Егоров всегда на деле, личным указанием и исправлением рисунка, редко — кратким, отрывистым словом.
Под конец жизни Егорова постиг тяжелый удар; в 1840 году он был уволен от службы в Академии художеств, так как написанный им образ Св. Троицы для собора в Царском Селе не понравился императору Николаю Павловичу. В качестве вознаграждения за труды ему определили пенсию по 1000 рублей в год, причем удержали 4000 в оплату царскосельских образов. При этом Егоров сохранил статус действительного члена Академии художеств и звание заслуженного профессора 1-й степени, в этих качествах до конца жизни указывался в официальных изданиях Российской империи.
Уволенный от службы в Академии, Егоров не утратил авторитета в глазах своих учеников — Карла Брюллова, Алексея Маркова, Петра Шамшина и других. Они приходили к бывшему профессору за наставлениями, показывали свои новые работы, дорожа его мнением. Работал Егоров до последних дней своей жизни.
Егоров был награждён орденами Святого Владимира 4-й степени и Святого Станислава 2-й степени, а также знаком отличия за XXXV лет беспорочной службы. 
Егоров умер в Петербурге 22 сентября 1851 года, сказав перед смертью: «Догорела моя свеча…». Был похоронен на Смоленском православном кладбище, недалеко от могилы своего тестя Мартоса; в 1936 году останки были перенесены на Тихвинское кладбище — Некрополь мастеров искусств с установкой нового памятника.

## Семья

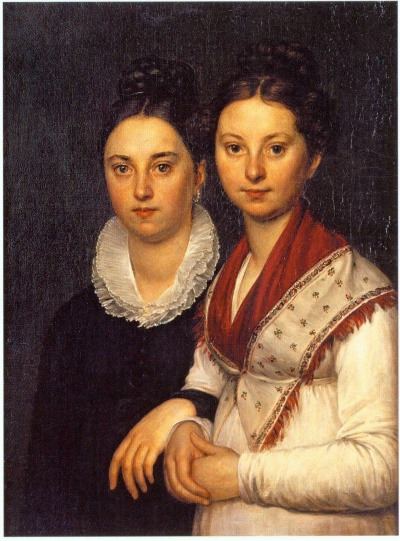
Вера Ивановна с сестрой Софьей. Художник А. Варнек

С июня 1815 года Егоров был женат на Вере Ивановне Мартос (1799—11.01.1856), дочери ректора скульптора Ивана Мартоса. Умерла в Петербурге от паралича легких, похоронена на Смоленском кладбище. В домашнем быту Егоров был великим самодуром. Дочерям своим он не дал никакого образования, считая, что девицам не надо учиться, всё равно забудут, были бы деньги — женихи будут. Жениха одной из них Булгакова он едва не выгнал из дома, заподозрив, что он масон, только потому, что молодой офицер за обедом сложил крестом нож с вилкой. Кроме того, Егоров к старости стал скуп, подозрителен и полон всяких чудачеств. М. Ф. Каменская, дочь графа Толстого, писала:
… В грязнейшем халате, в такой же ермолке на голове, Егоров всегда стоял перед мольбертом и писал какой-нибудь большой образ; около него на кресле, в пунцовом ситцевом платье, прикрывая ковровым платком свой громадный живот, всегда сидела на натуре очень еще красивая собой жена его (я не помню её иначе как в почтенном положении) Вера Ивановна; у него все Богородицы выходили — жена его, а все ангелы — старшая дочь его хорошенькая Наденька...
Ангелов Егоров писал и с других своих дочерей, с младшей также изображались и одалиски.
В браке Егоров имел трех дочерей и сына:
- Надежда Алексеевна, в замужестве за Д. Н. Булгаковым.
- Евдокия Алексеевна (ум. 1858), в замужестве за А. И. Теребенёвым.
- София Алексеевна
- Евдоким Алексеевич (1832—1891) — художник по фарфору и фаянсу, гравер, выпускник Академии художеств, с 1874 года работал в Париже. Под руководством младшего Егорова росписи по фарфору учились И. Е. Репин, В. Д. Поленов, К. А. Савицкий и другие[11].

## Примечание
1. 1 2 3  Ал-й Ег. Егоров // Императорская Академия художеств // Министерство императорского двора // Адрес-календарь, или Общий штат Российской империи, 1851. Часть первая. — СПб.: Типография при Императорской Академии наук, 1851. — С. 31.
2. ↑  Егоров Алексей Егорович — биография художника, личная жизнь, картины. Культура.РФ. Дата обращения: 29 марта 2021. Архивировано 5 апреля 2021 года.
3. ↑  Знаменитые россияне 18-19 веков. Биография и портреты. — С.-Петербург.: Лениздат, 1996. — С. 764.
4. ↑  Егоров, Алексей Егорович // Список гражданским чинам пятого и шестого классов по старшинству. Составлен в Герольдии и исправлен по 25-е декабря 1845. — СПб.: Типография Правительствующего сената, 1845. — С. 9.
5. ↑  Алексей Егор. Егоров // Императ. Академия художеств // Отделение II // Месяцослов и общий штат Российской империи на 1840. Часть первая. — СПб.: Типография при Императорской Академии наук, 1840. — С. 85—86.
6. ↑  Егоров, Алексей Егорович // Петербургский некрополь: в 4 томах / Сост. В. И. Саитов. — СПб.: Тип. М. М. Стасюлевича, 1912. — Т. 2 (Д—Л). — С. 118.
7. ↑  Кобак А. В., Пирютко Ю. М. Исторические кладбища Санкт-Петербурга. — Изд. 2-е, дораб. и испр. — М. : Центрполиграф ; СПб. : Русская тройка — СПб, 2011. — С. 237, 309. — ISBN 978-5-227-02688-0. — OCLC 812571864.
8. ↑    ЦГИА СПб.. Ф. 19. Оп. 111. Д. 178. Л. 456.
9. ↑   ЦГИА СПб. ф.19. оп.111. д.346 с. 620. Метрические книги церкви Департамента уделов.
10. ↑  Каменская М. Ф. Воспоминания. — М. : Художественная литература, 1991. — (Забытая книга). — ISBN 5-280-01767-1.
11. ↑  Кондаков, 1915, с. 65; ХН СССР, 1976, с. 534; Муратов, 2007, с. 615.